# Попов, Васил (футболист)
Васил Емилов Попов (болг. Васил Емилов Попов; род. 19 ноября 1995, София, Болгария) — болгарский футболист, защитник. Выступал за сборную Болгарии до 19 лет.

## Карьера
Васил родился в Софии. Футболом начал заниматься в 7 лет и был отдан в академию ЦСКА. Спустя 10 лет Попов дебютировал в основном составе армейцев. Это случилось 15 декабря 2012 года в матче кубка Болгарии против команды «Чавдар Этрополе». В премьер-лиге на поле впервые вышел 10 марта 2013 года.
В июне 2013 года футболист принял участие в чемпионате Европы 2013 в составе сборной до 19 лет. Сыграл три матча, однако болгары не преодолели элитный раунд и выбыли из турнира.

## Достижения
- Вице-чемпион Болгарии (1): 2012/2013